# Tochigi
Tochigi (Nhật: 栃木県 (Lệ Mộc huyện) Hepburn: Tochigi-ken) là một tỉnh của Nhật Bản nằm ở vùng Kantō trên đảo Honshū. Thủ phủ là thành phố Utsunomiya. Utsunomiya là nơi nổi tiếng với loại bánh gyoza thơm ngon.

## Hành chính
14 thành phố ở tỉnh Tochigi.
| - Ashikaga - Kanuma - Mooka - Nasukarasuyama | - Nasushiobara - Nikkō - Otawara - Oyama - Sakura | - Sano - Shimotsuke - Tochigi - Utsunomiya (capital) - Yaita |

## Giáo dục
- Đại học Utsunomiya

## Du lịch
Nikkō, nơi có ngôi đền cổ đạo Shinto và những ngôi chùa của đạo Phật đã được UNESCO công nhận là di sản thế giới. Nikkō cách Tokyo 1 giờ đi tàu.
Những nơi nổi tiếng khác của tỉnh bao gồm một vùng được gọi là Nasu được biết đến với suối nước nóng và rượu sake địa phương cũng như những khu trượt tuyết. Gia đình Nhật hoàng có một dinh thự tại Nasu. Nasu Shiobara là một nhà ga Shinkansen lớn.
Khu resort nước nóng Onsen nổi tiếng khác là Kinugawa.